# لوئیس (ایندیانا)
لوئیس (به انگلیسی: Lewis) یک منطقهٔ مسکونی در ایالات متحده آمریکا است که در شهرستان ویگو، ایندیانا واقع شده‌است. لوئیس ۱۸۶ متر بالاتر از سطح دریا واقع شده‌است.